# Греція на літніх Олімпійських іграх 2024
Грецію на літніх Олімпійських іграх 2024 представляли сто спортсменів у шістнадцятьох видах спорту.

## Медалісти
| Медаль | Ім'я                                     | Вид спорту            | Змагання                  | Дата     |
| ------ | ---------------------------------------- | --------------------- | ------------------------- | -------- |
| 1      | Мільтіадіс Тентоглу                      | Легка атлетика        | стрибки у довжину         | 6 серпня |
| 2      | Апостолос Хрістоу                        | Плавання              | 200 метрів на спині       | 1 серпня |
| 3      | Теодорос Целідіс                         | Дзюдо                 | до 90 кг                  | 31 липня |
| 3      | Антоніос Папаконстантіну Петрос Гайдаціс | Академічне веслування | парні двійки, легка вага  | 2 серпня |
| 3      | Зої Фіціу Дімітра Конту                  | Академічне веслування | парні двійки, легка вага  | 2 серпня |
| 3      | Елефтеріос Петруніас                     | Спортивна гімнастика  | кільця                    | 4 серпня |
| 3      | Еммануїл Караліс                         | Легка атлетика        | стрибки з жердиною        | 5 серпня |
| 3      | Даурен Куруглієв                         | Боротьба              | вільна боротьба, до 86 кг | 9 серпня |